# Unknown Rooms: A Collection of Acoustic Songs
| Recensione     | Giudizio |
| -------------- | -------- |
| Allmusic       |          |
| Pitchfork      | 7.7/10   |
| Consequence    |          |
| Tiny Mix Tapes |          |

Unknown Rooms: A Collection of Acoustic Songs è una raccolta musicale della cantautrice statunitense Chelsea Wolfe, descritta dalla stessa come un agglomerato di canzoni inedite che fino ad allora non avevano trovato posto in album precedenti. Le uniche canzoni scritte appositamente per il disco sono le due bonus track della versione digitale. Si tratta del primo album in assoluto della cantante ad essersi posizionato nelle classifiche statunitensi.

## Tracce
1. Flatlands - 4:01
2. The Way We Used To - 2:48
3. Spinning Centers - 3:09
4. Appalachia - 3:11
5. I Died With You - 0:32
6. Boyfriend - 3:52 (cover di Karlos Rene Ayala)
7. Our Work Was Good - 1:53
8. Hyper Oz - 2:33
9. Sunstorm - 2:56

### Bonus track versione digitale
10. Virginia Woolf Underwater - 4:22
11. Gold - 3:31

## Formazione
- Chelsea Wolfe - voce, chitarra acustica, produzione, testi, composizione
- Ben Chisholm - batteria, sintetizzatori, pianoforte, cori, produzione, composizione
- Ezra Buchla - viola (tracce 3, 4)
- Andrea Calderon - violino (traccia 1)
- Daniel Denton - basso (tracce 2, 4, 7)
- Jere Wolfe - chitarra (traccia 7)
- Karlos Rene Ayala - testo (traccia 6)

## Classifiche
| Classifica (2012)     | Posizione massima |
| --------------------- | ----------------- |
| Top Heatseekers       | 35                |
| Billboard Folk Albums | 24                |